# Degermação
Degermação é o ato de redução ou remoção parcial dos microrganismos da pele, ou outros tecidos por métodos quimio-mecânicos. É o que se faz quando se faz a higienização das mãos usando água, sabão e escova (manilúvio).